# Шариська Поруба
Шариська Поруба або Шарішска Поруба (словац. Šarišská Poruba) — село, громада в окрузі Пряшів, Пряшівський край, Словаччина. Розташоване в північній частині Східної Словаччини, на північній межі Солоних гір в долині притоки Ладзинки.
Уперше згадується 1410 року.

## Культурні пам'ятки
У селі є протестантський костел з 1655 року. 

## Населення
| Рік:            | 1994. | 2004.    | 2014.    | 2024.    |
| --------------- | ----- | -------- | -------- | -------- |
| Кількість осіб: | 372   | 428      | 582      | 718      |
| Різниця:        |       | +15,05 % | +35,98 % | +23,36 % |

| Рік:            | 2023. | 2024.   |
| --------------- | ----- | ------- |
| Кількість осіб: | 701   | 718     |
| Різниця:        |       | +2,42 % |

У селі проживає 607 осіб.